# Vicariato apostólico de King George Sounde-The Sound
El vicariato apostólico de King George Sounde-The Sound (en inglés: Apostolic Vicariate of King George Sounde – The Sound) fue una circunscripción eclesiástica de la Iglesia católica en Australia. Se trataba de un vicariato apostólico latino, inmediatamente sujeto a la Santa Sede. Fue suprimido en 1847.

## Territorio y organización
El vicariato apostólico extendía su jurisdicción sobre los fieles católicos de rito latino residentes en el distrito de King George Sound, en la costa sur del estado de Australia Occidental.

## Historia
El vicariato apostólico fue erigido el 4 de mayo de 1845 obteniendo su territorio de la diócesis de Adelaida y de la arquidiócesis de Sídney mediante el breve Universo dominico del papa Gregorio XVI. Con el mismo breve se erigió también el vicariato apostólico de Essington (hoy diócesis de Darwin), en el territorio del Norte. Ambos vicariatos apostólicos debian ser administrador por el obispo de la nueva diócesis de Perth.
El vicariato apostólico de King George Sounde-The Sound fue suprimido en 1847 y su territorio dividido entre las diócesis de Perth y Adelaida.

## Episcopologio
- John Brady † (9 de mayo de 1845-1847 sede suprimida)